# Léopold-Guillaume de Bade-Bade
Le margrave Léopold-Guillaume de Bade-Bade (16 septembre 1626 – Baden-Baden, 1er mars 1671) a été un maréchal de camp impérial.
Il était le second fils de Guillaume Ier de Bade-Bade et de Catherine-Ursule de Hohenzollern-Hechingen.
En 1664, il s'est battu contre la Suède en Poméranie et contre les Turcs en Hongrie. Il a été Gouverneur de Warasdin en Croatie.
Comme son frère aîné Ferdinand-Maximilien de Bade-Bade, il est mort avant son père.

## Le mariage et les enfants
Léopold-Guillaume épousa d'abord en 1659 Anne Sylvia Caretto (de), comtesse de Millesimo (1607 - le 26 février 1664). Ils n'ont pas d'enfants.
Il s'est remarié le 23 février 1666 avec la comtesse Marie-Françoise de Fürstenberg-Heiligenberg (de) (18 mai 1633 - 7 mars 1702), fille d'Ernest Egon VIII, comte de Fürstenberg-Heiligenberg (de).
Ils ont eu 6 enfants :
1. Léopold Guillaume (20 janvier 1667 - 11 avril 1716)
2. Un fils (20 janvier 1667 - 20 janvier 1677)
3. Charles Frédéric Ferdinand (14 septembre 1668 - 14 septembre 1680)
4. Catherine Franziska (1669 et morte jeune)
5. Henriette (1669 et morte jeune)
6. Anne (1670 et morte jeune)